# Ormenoides pehlkei
Ormenoides pehlkei är en insektsart som först beskrevs av Schmidt 1904.  Ormenoides pehlkei ingår i släktet Ormenoides och familjen Flatidae. Inga underarter finns listade i Catalogue of Life.